# Grupul Arraiolos
Grupul Arraiolos este o reuniune informală a președinților statelor membre ale Uniunii Europene parlamentare și semiprezidențiale, care se desfășoară aproximativ o dată pe an. Un forum politic pentru șefii de stat ai republicilor parlamentare și, de asemenea, unele republici semi-prezidențiale (spre deosebire de monarhiile constituționale sau țările guvernate de un sistem prezidențial) al căror rol, conform constituțiilor respective, poate varia de la a fi semnificativ executiv la în mare măsură ceremonial. Acesta tratează întrebări și probleme privind starea actuală și dezvoltarea viitoare a UE, precum și modul de abordare a provocărilor globalizării. 
Numele provine de la micul oraș portughez Arraiolos⁠(d), unde a avut loc prima întâlnire în 2003. Jorge Sampaio⁠(d), pe atunci președintele Portugaliei⁠(d), îi invitase pe președinții Finlandei, Germaniei, precum și ai viitorilor membri UE, Ungaria, Letonia și Polonia pentru a discuta consecințele extinderii Uniunii Europene din 2004 și planurile pentru o Constituție pentru Europa. 
După întâlnirea din 2005, cei șapte președinți participanți au scris un articol comun intitulat „Împreună pentru Europa” despre concepția lor despre comunitatea europeană. A fost publicată la 15 iulie 2005 de către Diena, Frankfurter Allgemeine Zeitung, Gazeta Wyborcza, Público, Helsingin Sanomat, La Repubblica și Der Standard, ziare de top din țările respective. 
Cea de-a 14-a întâlnire a șefilor de stat ai Grupului Arraiolos a avut loc la Riga (Letonia) în 2018. Cea de-a 15-a întâlnire a avut loc la Atena (Grecia) în octombrie 2019. A 16-a întâlnire a avut loc la Roma la 15 septembrie 2021.